# Jumna Fossae
Le Jumna Fossae sono un sistema di canali e depressioni presente sulla superficie di Tritone, il principale satellite naturale di Nettuno; il loro nome deriva da quello di Jumna, divinità fluviale indù.